# Zamek w Łomży
Zamek w Łomży − nieistniejący dwór książąt mazowieckich zbudowany w latach 1403-1421. Znajdował się w Łomży między ulicą Senatorską i Ulicą Dworną. Dwór znajdował się od strony rzeki Narew, jednak na podstawie dotychczasowych badań nie można ustalić dokładnego zarysu pierwotnego założenia obronnego. Po inkorporacji Mazowsza do Korony w 1526 roku funkcjonował jako niewielki zamek królewski. Opis z 1636 roku wymienia wieżę, obok której była studnia i baszta przykryta dachem gontowym.

## Historia
Pierwszy dwór książęcy zbudował w Łomży książę Janusz I Starszy pomiędzy latami 1403-1421. W 1421 roku książę sprzedał dwór wraz z dochodami z miasta wójtowi Stanisławowi z Łomżycy. W 1453 roku kapituła płocka podjęła uchwałę w sprawie zobowiązań, jakie narzucił jej książę Bolesław IV w sprawie budowy zamku w Łomży. W XVI wieku obiekt został rozbudowany z inicjatywy królowej Bony Sforzy. W 1575 roku sporządzono inwentarz dworu, dzięki któremu znany jest jego wygląd. W tym czasie zamek składał się z ceglanego budynku od strony Narwi, w którym zatrzymywał się król, Domu Kancelarii, trzeciego domu, piekarni, łaźni, budynku kuchni i sadu. Otaczające dwór fortyfikacje były drewniane. Po śmierci króla Zygmunta Augusta w 1572 roku, w dworze zamieszkiwała przez dwa miesiące jego siostra Anna Jagiellonka, która przyjmowała w nim posłów starających się o jej rękę.
W XVII wieku dwór był już zniszczony, tak że lustratorzy odnotowują, że we wszystkim jednak dworze ruina niemała. Niedługo po tej relacji zamek został opuszczony, z wyjątkiem budynku zwanego „skarbcem”, który być może należał do gotyckiego dworu książąt mazowieckich. Miejsce po zamku zaznaczono na planie Łomży z 1800 roku i na jego przerysie z 1824 roku. Mieściło się tam Archiwum Akt Ziemi Łomżyńskiej aż do 1824 roku, kiedy budynek ten został rozebrany. Przed II wojną światową w rejonie gdzie stał zamek znajdowała się dzielnica żydowska z synagogą, przedszkolem, szkołami i innymi budynkami.

## Badania archeologiczne
Badania archeologiczne prowadzone w 1967 roku pod kierunkiem  Tadeusza Żurowskiego określiły jednoznacznie teren między ulicą Senatorską a ulicą Dworną jako miejsce, na którym wznosił się zamek. Podczas badań częściowo odsłonięto róg budynku wykonanego z cegły datowanej na początek XV wieku, fundamenty drugiego domu oraz liczne znaleziska. Wyniki tych badań pozwalają przypuszczać, że zamek został zbudowany na początku XV wieku. Podczas wykopalisk w szparze podłogi jednego z budynków zamkowych odnaleziono monetę z lat 1663-1666 roku, co oznacza, że był on użytkowany jeszcze po Potopie szwedzkim. Budynek był kryty dachówką.

## Grodzisko w Starej Łomży
W Starej Łomży zachowały się wały grodu nad Narwią przy którym funkcjonowała osada z kościołem, do czasu przeniesienia Łomży na obecne miejsce pod koniec XIV wieku.  